# Microregione di Francisco Beltrão
Francisco Beltrão è una microregione del Paraná in Brasile, appartenente alla mesoregione di Sudoeste Paranaense.

## Comuni
È suddivisa in 19 comuni:
- Barracão
- Boa Esperança do Iguaçu
- Bom Jesus do Sul
- Cruzeiro do Iguaçu
- Dois Vizinhos
- Enéas Marques
- Flor da Serra do Sul
- Francisco Beltrão
- Manfrinópolis
- Marmeleiro
- Nova Esperança do Sudoeste
- Nova Prata do Iguaçu
- Pinhal de São Bento
- Renascença
- Salgado Filho
- Salto do Lontra
- Santo Antônio do Sudoeste
- São Jorge d'Oeste
- Verê